# Voldby
Voldby är en tätort i Norddjurs kommun, Danmark. Tätorten har 368 invånare (2024).
Voldby kyrka är byggd in romansk stil.
På orten fanns en folkhögskola, Voldby højskole, mellan 1868 och 1962. Orten hade mellan 1917 och 1956 en station på Gjerrildbanen.